# Audiovision
Gli Audiovision sono un gruppo heavy/power e christian metal svedese, formato come side-project nel 2002 da Christian Rivel, frontman dei Narnia.
Il gruppo ha pubblicato il suo album di debutto, The Calling, nel 2005, per l'etichetta Rivel Records. Il disco contiene apparizioni anche di altri musicisti provenienti da band quali KISS, Candlemass, e Freak Kitchenda.
Musicalmente, gli Audiovision sono molto simili ai Narnia ed hanno uno stile più rivolto al power metal.

## Discografia
- 2005 - The Calling (Rivel Records)
- 2010 - Focus (Ulterium Records)

## Formazione
- Christian Rivel - voce
- Lars Chriss - chitarra
- Andreas Lindahl - tastiere
- Mikael Höglund - basso
- Thomas Broman - batteria

### Altri musicisti
- Bruce Kulick (Grand Funk Railroad, ex-KISS)
- Jeff Scott Soto (Talisman, ex-Axel Rudi Pell, Kryst the Conqueror, ex-M.A.R.S., ex-Panther, Skräpp Mettle, ex-Takara, ex-Yngwie Malmsteen)
- Tony Franklin (Whitesnake, Blue Murder, The Firm)
- Mats Levén (Krux, At Vance, Fatal Force, ex-Abstrakt Algebra, Therion, ex-Yngwie Malmsteen)
- Mic Michaeli (Europe)
- Thomas Vikström (Stormwind, Brazen Abbot, ex-Candlemass, Talisman)
- Mattias Eklundh (Freak Kitchen)
- Janne Stark (Locomotive Breath, Overdrive)
- Tommy Denander (Radioactive)
- Carl Johan Grimmark (Narnia)
- Jörgen Schelander (Mercury Fang)
- Micael Andersson (Cloudscape)
- Sampo Axelsson (Lion's Share, ex-Glenn Hughes)
- Linus Kase
- Hubertus Liljegren
- Eric Clayton (Saviour Machine)